# Studios de cinéma d'art de Shanghai

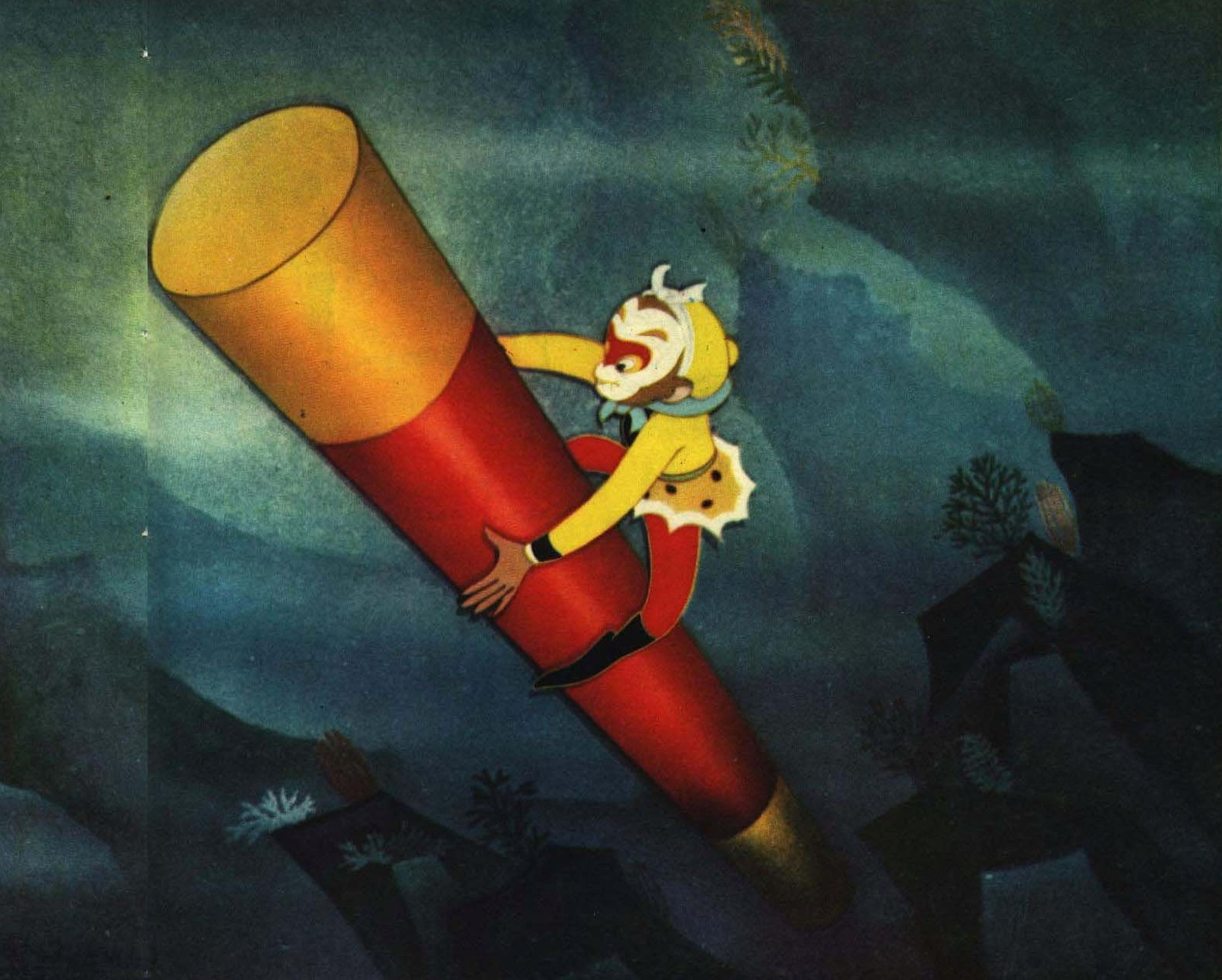
Représentation de Sun Wukong dans le cinéma d'animation de Shangaï (1962)

Le Studio d'animation de Shanghai (chinois simplifié : 上海美术电影制片厂 ; pinyin : shànghǎi měishù diànyǐng zhìpiànchǎng ; litt. « studio de cinéma de beaux-arts de Shanghai ») est un studio d'animation créé dans les années 1930. Reprenant, à ses débuts, les techniques d'animation partagées mondialement, ils créent de nouvelles techniques d'animation par la suite.
Les techniques utilisées par ce studio au cours du XXe siècle, sont le dessin animé industriel traditionnel, l'animation en volume, mais également, sous la diréction de Te Wei, la peinture traditionnelle chinoise (lavis). De nos jours, le studio utilise également l'animation numérique.

## Histoire
Leur premier film est la Révolte des silhouettes en papier en 1926.
Ce studio a probablement créé le personnage qui reste toujours le plus célèbre de l'animation chinoise, Sun Wukong le roi singe, dans leur deuxième interprétation animée du roman Le Voyage en Occident nommée Dànào Tiāngōng (大闹天宫, « Grand bruit dans le palais du ciel »). Ce personnage était déjà présent dans leur premier long métrage, La Princesse à l'éventail de fer, mais n'était sans doute pas assez proche de l'image populaire du héros mythologique.
La Princesse à l'éventail de fer est le troisième long métrage d'animation du monde après un long métrage argentin et un autre franco-allemand.
Après des succès jusqu'en 1964 avec par exemple, Le coq chante à minuit ou Les Petites Sœurs de la steppe, le rythme de production s'essouffle fortement pendant près de dix ans, du fait des crises politiques parcourant l'ensemble du pays. L'année 1976 marque le début d'un deuxième âge d'or de l'industrie d'animation en Chine, notamment par une diversification des techniques d'animations : des films de marionnettes, en papiers découpés et en peinture traditionnelle.

### Collaborations
Le réalisateur japonais de dessin animé Osamu Tezuka, qui a également créé le premier long métrage japonais sur le thème de l'œuvre Le Voyage en Occident a rencontré les réalisateurs du studio. Sur le DVD des quarante ans de Danao Tiangong on y voit une illustration représentant Astro, le petit robot au côté du Sun Wukong de ce film.[pertinence contestée]
Le réalisateur japonais de films d'animation en volume Kihachirō Kawamoto, a réalisé sous la tutelle du Studio d'animation de Shanghai son court métrage sur l'art de l'arc Tirer sans tirer (Fusha no sha, 1988), retraçant les origines du tir à l'arc à l'aveugle des samouraïs dans une tradition chinoise.
Le réalisateur français Jacques Colombat a réalisé son long métrage Robinson et compagnie avec l'aide de ce studio.

## Techniques et spécificités
L'animation en peinture traditionnelle chinoise de Te Wei utilise les techniques (lavis) et les sujets de celle-ci : contemplation de la nature, rapport entre la nature et les hommes, comme dans la Flûte du bouvier, shanshui (style de peintures de paysages chinois de montagne et d'eau), comme dans Impression de montagne et d'eau, etc.
Différentes autres techniques originales et novatrices sont spécifiquement associées au studio de cinéma d'art de Shanghai et son savoir-faire, qui ont notamment été développés à partir du milieu des années 1950. Parmi celles-ci, quatre sont particulièrement remarquées :
Les découpages articulés
Bien que les Chinois ne sont pas les seuls à les avoir utilisés, leur style se démarque par l'inspiration de l’art des papiers découpés collés sur les fenêtres au moment du Nouvel An, et de la tradition théâtrale jouant sur les effets d'ombres des figurines finement découpées et manipulées derrière un écran de soie tendue, éclairé par l’arrière.
Par exemple : Zhu Bajie mange des pastèques (猪八戒吃瓜).
Les lavis animés
Initié en 1958 par Te Wei et d'autres collaborateurs tels Ah Da et Duan Xiaoxuan, ils imaginent animer la peinture traditionnelle chinoise, en particulier du peintre Qi Baishi. Ce style, dit du lavis animé, est rapporté être difficile à réaliser techniquement étant donné que dans la peinture traditionnelle l’encre n’imbibe jamais de la même façon le papier et le pinceau dans la main du peintre ne refait jamais deux fois un trait identique.
Par exemple : Les Têtards à la recherche de leur maman.
Les lavis déchirés
Compte tenu du succès des lavis animés, au département des Découpages articulés, Hu Jinqing émet l’idée de faire des découpages lavis. Afin de rendre l'effet de flou caractéristique de la peinture traditionnelle, l'idée développée est de mouiller les contours des personnages et de délicatement déchirer en tirant des deux côtés de la partie mouillée. De ce fait, l'apparition des fines fibres du papier permet de reproduire des détails, tels la fourrure des animaux et le duvet des oiseaux.
Les papiers pliés
Mis au point en 1960, par Yu Zheguang, réalisateur expérimenté du département de Poupées, et spécialiste du théâtre de marionnettes, la technique de papiers pliés donne une apparence rudimentaire aux personnages, mais se révèlent dotés de mouvements particulièrement vifs une fois rendus à la vie.

## Filmographie
Liste non exhaustive, ce studio ayant réalisé une centaine de courts métrages.
À la suite d'une incompréhension sur la gestion des droits d'auteur, il n'est pas possible de mettre à disposition les synopsis de ces films à l'intérieur de l'encyclopédie. Vous êtes invités à vous référer aux liens externes.[Passage à actualiser]

### Longs métrages
- 1941 La Princesse à l'éventail de fer (铁扇公主, tiěshàn gōngzhǔ), dessin animé noir et blanc, frères Wan,
- 1961 - 1964 Le Roi des singes bouleverse le palais céleste (大闹天宫, Danao tian gong, Grand bruit dans le palais du ciel), dessin animé couleur, Te Wei;
- 1980 Le prince Nezha triomphe du roi Dragon (哪吒闹海, Nezha naohai, Nezha et la mer agitée, dessin animé) de Xu Jingda (‘Ah Da’);
- 1980 Afanti (阿凡提, āfántí), animation en volume;
- 1983 天书奇谭 (pinyin: Tian Shu Qi Tan, Secrets of the Heavenly Book, Legend of Sealed Book), dessin animé en couleur de Wang Shuchen
- 1985 Le Roi des singes démasque la sorcière : (金猴降妖, jīnhóujiàngyāo de Te Wei (特伟), Lin Wenxiao (林文肖), et Yan Dingxian (严定宪), 90 minutes;
- 1986 Les Frères Calebasse (葫芦兄弟, húlu xiōngdì);
- 2000 Le feu du lotus trésor (宝莲灯, bǎoliándēng), dessin animé, de Chang Guangxi 常光希 (cháng guāngxī) comportant le personnage Nezha ;
- 2006 Les amants papillon (梁山伯与祝英台, liáng shānbó yǔ zhù yīngtái, Liang Shanbo et Zhu Yingtai) ;
- 2006 Le Prince et le phénix (金玉凤凰);
- 2006 L’Enfant prodige des monts Huashan : 西岳奇童, 胡兆洪 (Xi Yue qi tong), Poupées, de HU Zhaohong. 85 minutes.

### Courts métrages
- 1926 La Révolte des silhouettes en papier ;
- 1950 Merci chat Fleurette  :  谢谢小花猫 (xièxie xiǎohuā māo) ;
- 1951 Petite colonne d'acier : 小铁柱 (xiǎo tiězhù) ;
- 1952 Le chaton pêche des poissons : 小猫钓鱼 (xiǎomāo diàoyú) ;
- 1953 Cueillette des champignons : 采蘑菇 (cǎi mógu) ;
- 1953 Héros minuscule ; 小小英雄 (xiǎoxiǎo yīngxióng) ;
- 1956 Le général orgueilleux : 驕傲的將軍 (jiāoào de jiāngjūn) de Te Wei, dessin animé ;
- 1958 : Zhu Bajie mange des pastèques (猪八戒吃瓜). Dessin animé de découpages articulés ;
- 1958 Les petites carpes : 小鲤鱼跳龙门  (xiǎolǐyú tiào lóngmén, lit. La petite carpe saute la porte longmen) de He Yumen;
- 1960 Les Têtards à la recherche de leur maman : 小蝌蚪找妈妈 (xiǎo kēdǒu zhǎo māma), animation en peinture traditionnelle chinoise (lavis) ;
- 1960 Un rêve d’or de Wang Shuchen;
- 1962 Scatterbrain and Crosspatch;
- 1963 La flûte du bouvier : 牧笛 (mù dí), animation au lavis ;
- 1964 : 
  - Bons amis, 好朋友 (hǎo péngyou), dessin animé ;
  - Les Petites Sœurs de la steppe 草原英雄小姐妹 (cǎoyuán yīngxióng xiǎo jiěmèi, les petites sœurs héroïnes de la steppe) de Qian Yunda, dessin animé ;
  - Le coq chante à minuit, de You Lei (尤磊). Film de marionnettes couleur, 20 min ;
- 1981 : Les Trois Moines, de Xu Jingda. Dessin animé couleur, 20 min. Sans paroles ;
- 1982 Le Grelot du faon : 鹿铃 (lù líng), de Tang Cheng (唐澄) Lavis animé, 22 min. Sans paroles;
- 1983 La fontaine aux papillons : 蝴蝶泉 (húdié quán), dessin animé couleur, 25 minutes, de Xu Jingda (‘Ah Da’);
- 1986 : 超級肥皂 (cāo jí féi zào'), dessin animé couleur, 6 minutes, de Xu Jingda ;
- 1988 Impression de montagne et d'eau : 山水情 (shānshuǐ qíng), animation au lavis;
- 1988 Tirer sans tirer : 不射之射 (bù shè zhī shè, en japonais fusha no sha), de Kihachirō Kawamoto, animation en volume;

#### Autres
Ces titres sont à dater.
- 崂山道士 láoshān dàoshì (le prêtre taoïste des mont Lao), animation en volume ;
- 奇怪的球赛  jīguài de qiúsài (jeux curieux) ;
- 夹子救鹿 jiāzi jiùlù (l'épingle sauve le daim) ;
- 快乐的买买提 kuàilè de mǎimǎi tí (achat heureux);
- 怕羞的小黄莺 pàxiū de xiǎo huángyīng (Le petit loriot timide) ;
- 喵呜是谁叫的 miāowū shì shéi jiào de (Qui miaule donc ?) ;
- 老鼠嫁女 lǎoshǔ jià nǚ (le rat se marie à une fille) ;
- 盲女与狐狸 mángnǚ yǔ húli (la fille et le renard) ;
- 布谷鸟叫迟了 bùgǔniǎo jiào chíle (le coucou appelle trop tard) ;
- 长了腿的芒果 chángle tuǐ de mángguǒ (le manguier à la jambe longue) ;
- 大气球 dàqìqiú (l'atmosphère terrestre) ;
- 圆圆的奇怪旅行 yuányuán de qíguài lǚxíng (le voyage étrange de Yuanyuan).

### Séries
- 1984 San Mao, seul dans la vie ou Les Vagabondages de Sanmao : 三毛流浪记，无家可归，动画片 (sānmáo liúlàngjì)，1-4集，阿达, 4 épisodes. Dessin animé de Ah Da. 40 min en 4 épisodes de 10 min chacun. Sans paroles.
- de 1979 à 1988 Les Histoires d'Afanti : 阿凡提的故事 (āfántí de gùshi), animation en volume en 14 épisodes.

## Réalisateurs célèbres du studio
- Te Wei
- Les frères Wan

## Référence
1. ↑  « CCTV International », sur www.cctv.com (consulté le 21 novembre 2021)
2. ↑  « Fema La Rochelle | Trésors méconnus des studios d’art de Shanghai », sur festival-larochelle.org (consulté le 21 novembre 2021)

- (zh) Double DVD « 中国经典动画 特伟？ - Chinese classic animation - Te Wei collection »   (ISBN 7-88414-423-9)
- (fr) Rêves de singe - les Studios d’Art de Shanghai (de Julien Gaurichon, M.C. Quiquemelle), 2006, 26 min, Beta numérique - Les secrets des animateurs chinois et leur relation avec les arts traditionnels.